# Karl Planitz
Karl Planitz (magyarosan: Planitz Károly, Felka, Szepes megye, 1764. március 13. – 1835. március 18.) római katolikus prépost-kanonok.

## Élete
Felkán született, ahol atyja, Stromph (aki később jótevőjének, Planitz Miksa lelkésznek nevét vette fel) orgonista volt. Planitz gimnáziumi tanulmányainak végeztével a budai egyetem hallgatója volt; onnét a pozsonyi papnevelőbe ment, ahol teológiát tanult; 1788. október 20-án lelkésszé avatták. Segédlelkész volt három évig és két hónapig Kniesenben, egy évig és egy hónapig Szentmihályon (Liptó megye); mint önálló lelkész tíz hónapig Krompachban, három évig és tíz hónapig Kacvinban, tizenegy évig és négy hónapig Késmárkon, 1809. január 12-től 1835. március 15-ig Libetbányán működött. 1806 szeptemberétől címzetes kanonok, 1807 áprilisától szentszéki ülnök, 1814-ben prépost lett. 1812-től Szepes vármegye táblabírája is volt. 1806. július 17-én részt vett azon kirándulásban, melyet József nádor tiszteletére a halastóhoz és tengerszemhez rendeztek. A libetbányai templomra is sokat áldozott, Czauzig lőcsei festő által több templomképet festetett. Ezeken kívül összes vagyonát a templomra hagyta. Több házhelyet vett városi kórház építése helyéül; a kórház építésére pedig 4010 forintot adott. Sírhelyét 1896-ban carrarai márványból készült emlékkel jelölték meg, melynek latin felirata érdemeit örökíti meg.

## Művei
- Sittenrede von der Duldung am zweyten Sonntage nach Ostern verfasset und ... vorgetragen ... im Jahre 1788. den 6. April. Pressburg.
- Gefahrt und Sieg Oesterreichischer Staaten, im französichen Revolutions-kriege am allgemeinen Dankfeste unterm feuerlichen Gottesdienste vorgetragen ... den 15. Sept. 1799. Leutschau.
- Antwort auf die Anrede des Districtual-Dechants gehalten von ... bey Gelegenheit der Einführung desselben in die Pfarre der königl. Frey-Stadt Kässmark, den 17. September 1797. Von einem seiner Freunde zum Druck befördert. Uo.

## Kéziratban
Historia domus parochialis ívrét 37 lap, melyben a libetbányai plébánia történetét 1809-től írta meg a városra vonatkozó ez időbeli történeti adatokat is beleszőve.